# Wallfahrtskirche Křtiny

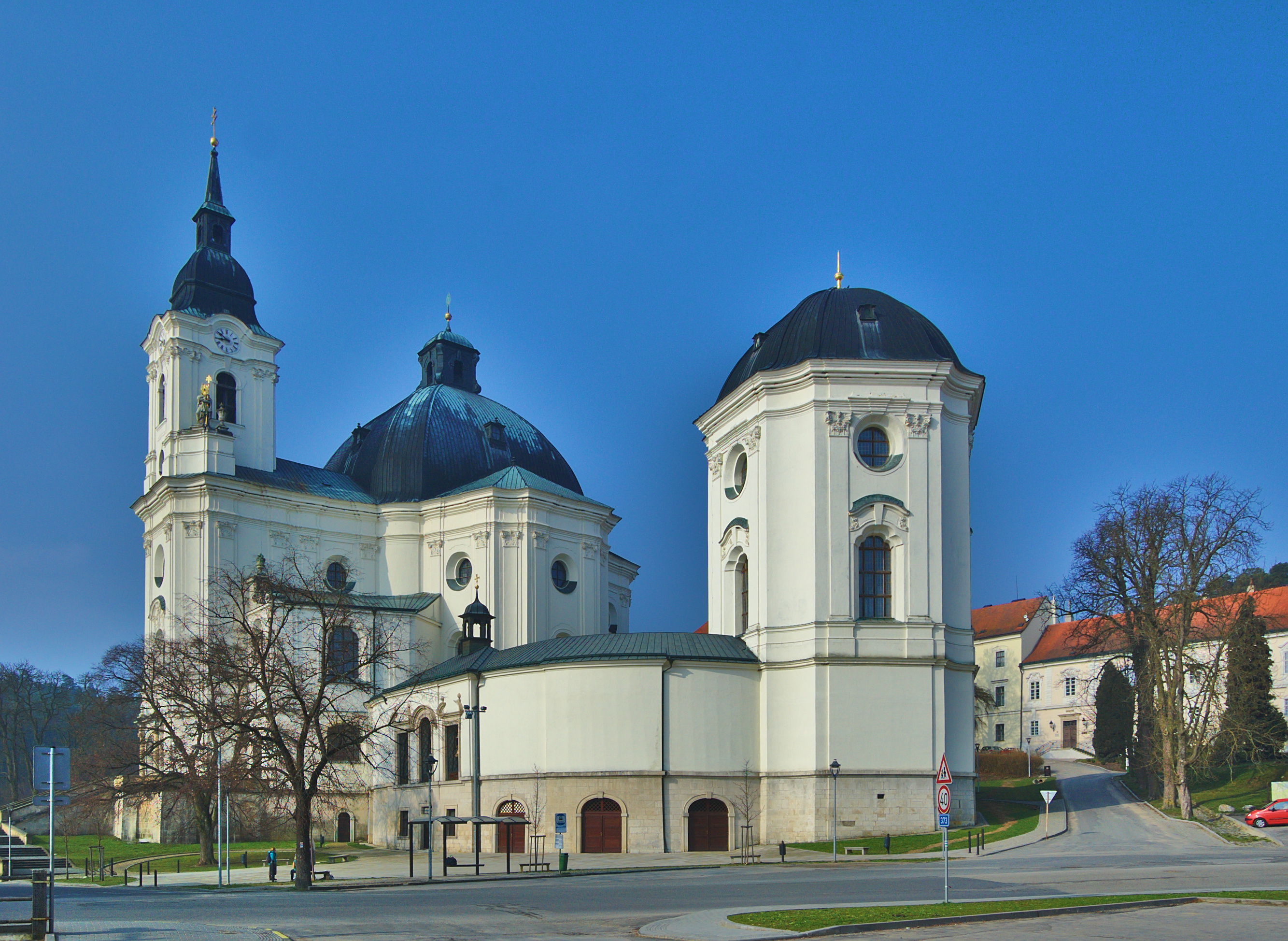
Die Wallfahrtskirche Křtiny

Die Wallfahrtskirche der Jungfrau Maria in Křtiny (tschechisch Poutní kostel Jména Panny Marie ve Křtinách) ist eine Wallfahrtskirche in Křtiny bei Brünn in Tschechien.

## Beschreibung
Křtiny ist eine stark besuchte Wallfahrtsstätte, die sich in einem malerischen bewaldeten Tal in der Nähe von Blansko befindet. Der mächtige Kirchenbau hat einen kreuzförmigen Grundriss mit einer monumentalen Kuppel. Er wurde 1712 bis 1750 von Franz Ritz aus Brünn erbaut. Entworfen wurde der Bau von einem der bedeutendsten böhmischen Architekten der Barockzeit, Jan Blažej Santini-Aichel. Das Schiff ist 65 Meter lang, 35 Meter hoch und breit. Die Kirche hat einen 73 Meter hohen Turm und erhält Licht durch mehr als 30 Fenster.
Im Mittelpunkt der Kirche steht der freistehende Hauptaltar umgeben von Pfeilern. Die Gnadenstatue der Kiriteiner Muttergottes wird von Pilgern verehrt. Diese Marienstatue mit Jesuskind stammt aus dem 14. Jahrhundert und wurde später mit Barockornamenten ergänzt. Die Kirche ist mit einem Kuppelfresko des Johann Georg Etgens ausgestaltet. Als Bildhauer fungierte Andreas Schweigel. Das Hochaltarbild stammt von Josef Winterhalder der Jüngere, der Kreuzweg vom Jesuitenmaler Ignaz Raab. An der rechten Seite der Kirche befindet sich ein Umgang mit einer Kapelle der Heiligen Anna, der Schutzpatronin der Familie.

## Bilder

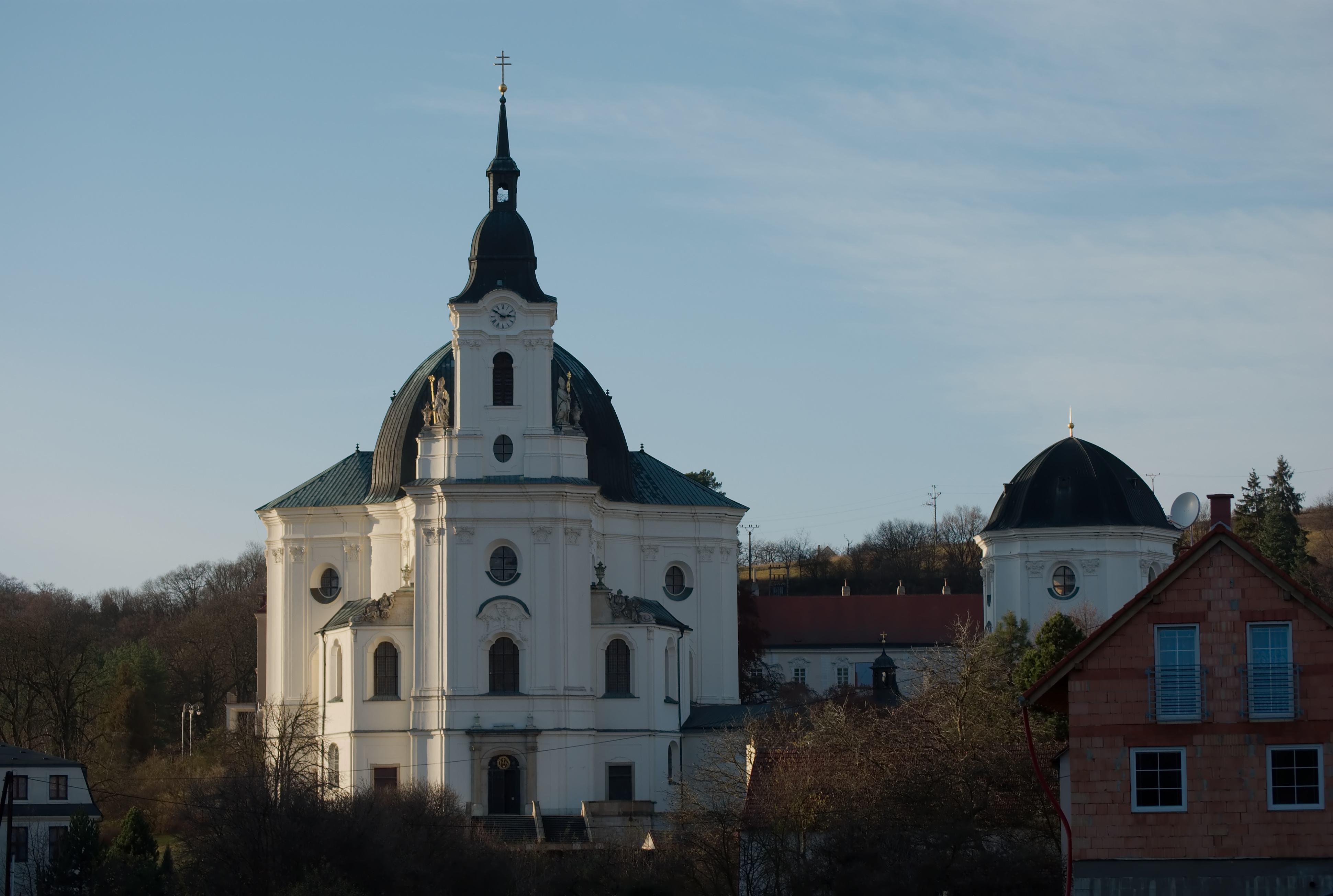
Hauptfassade mit Abendlicht
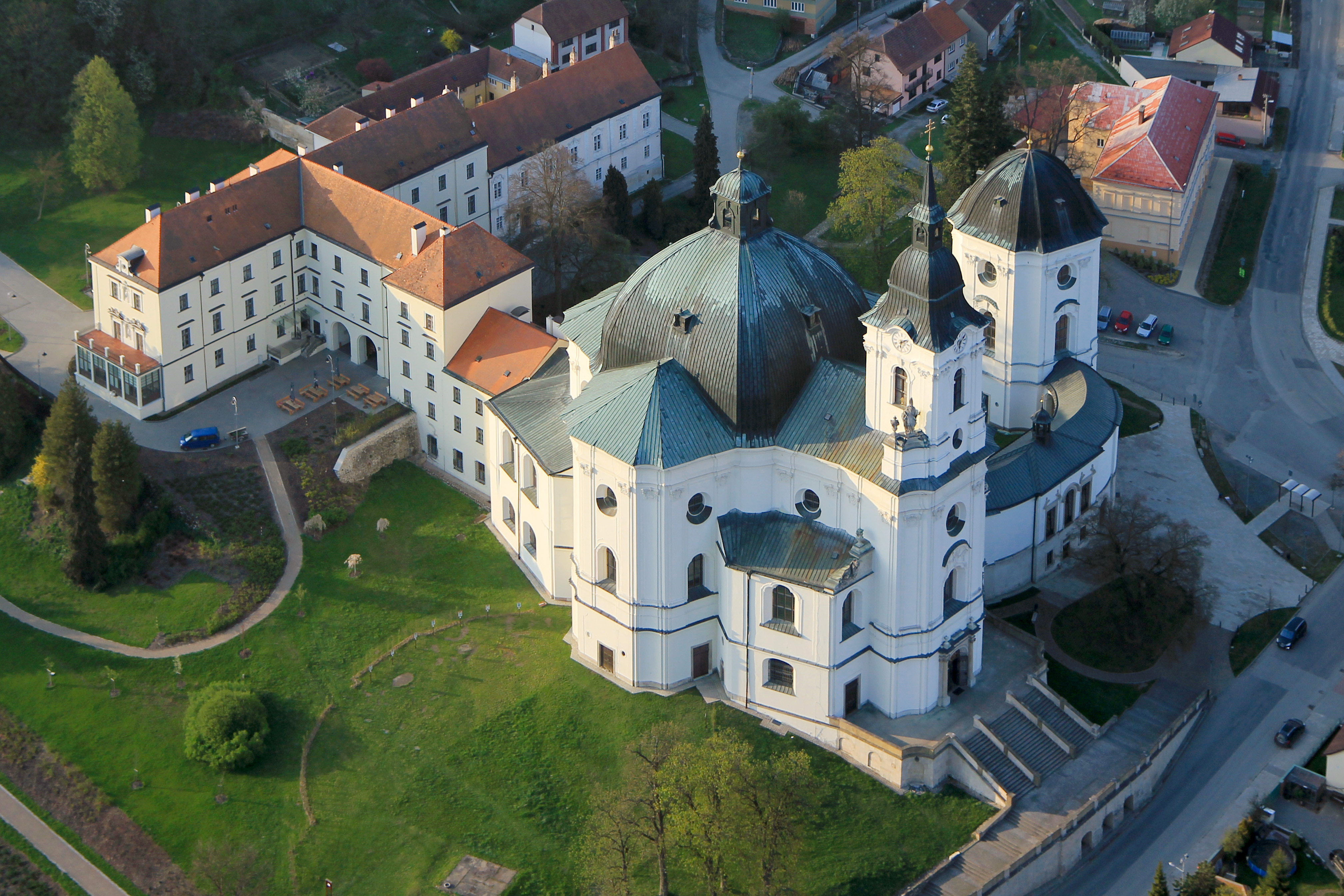
Luftaufnahme
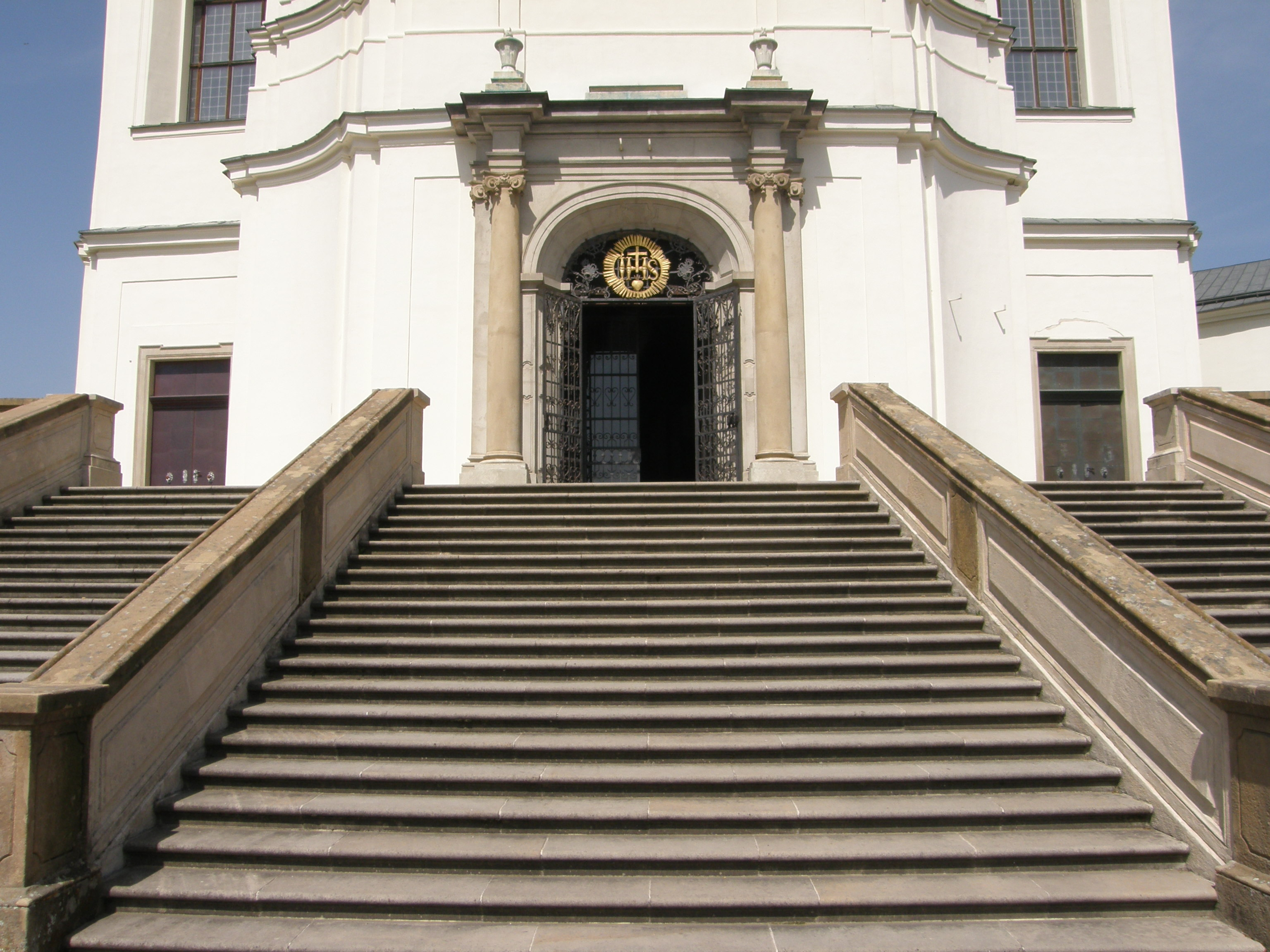
Eingangsportal der Kirche
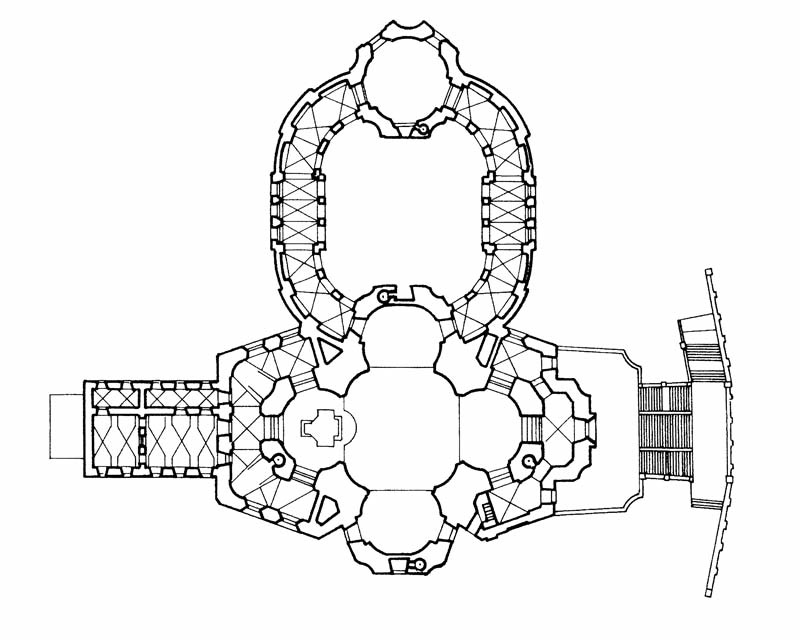
Der Grundriss
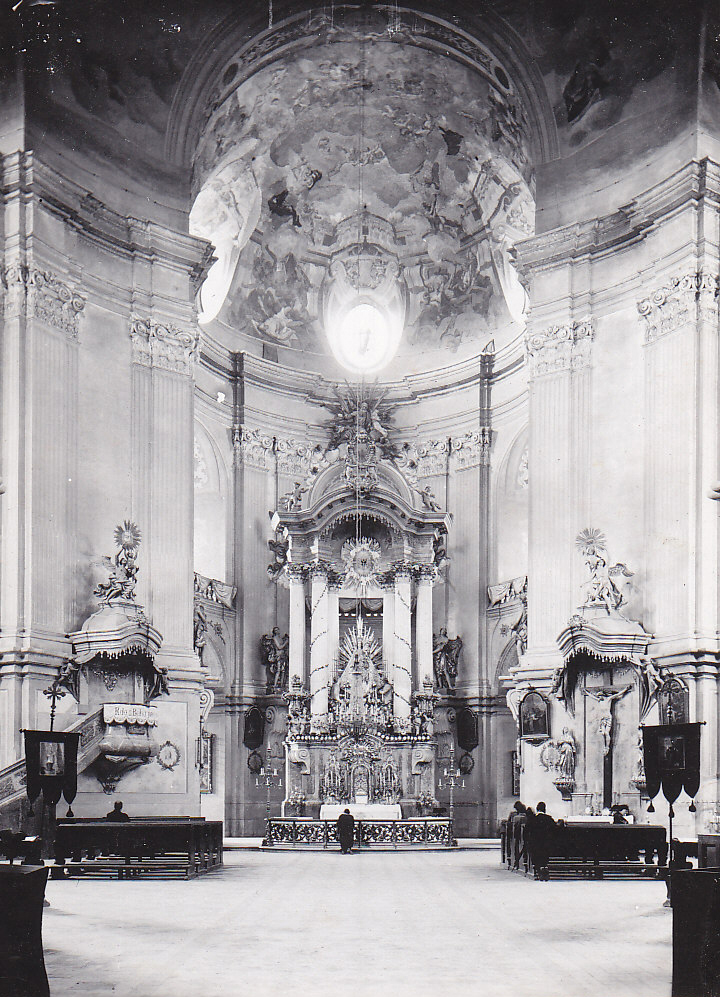
Interieur mit Hauptaltar
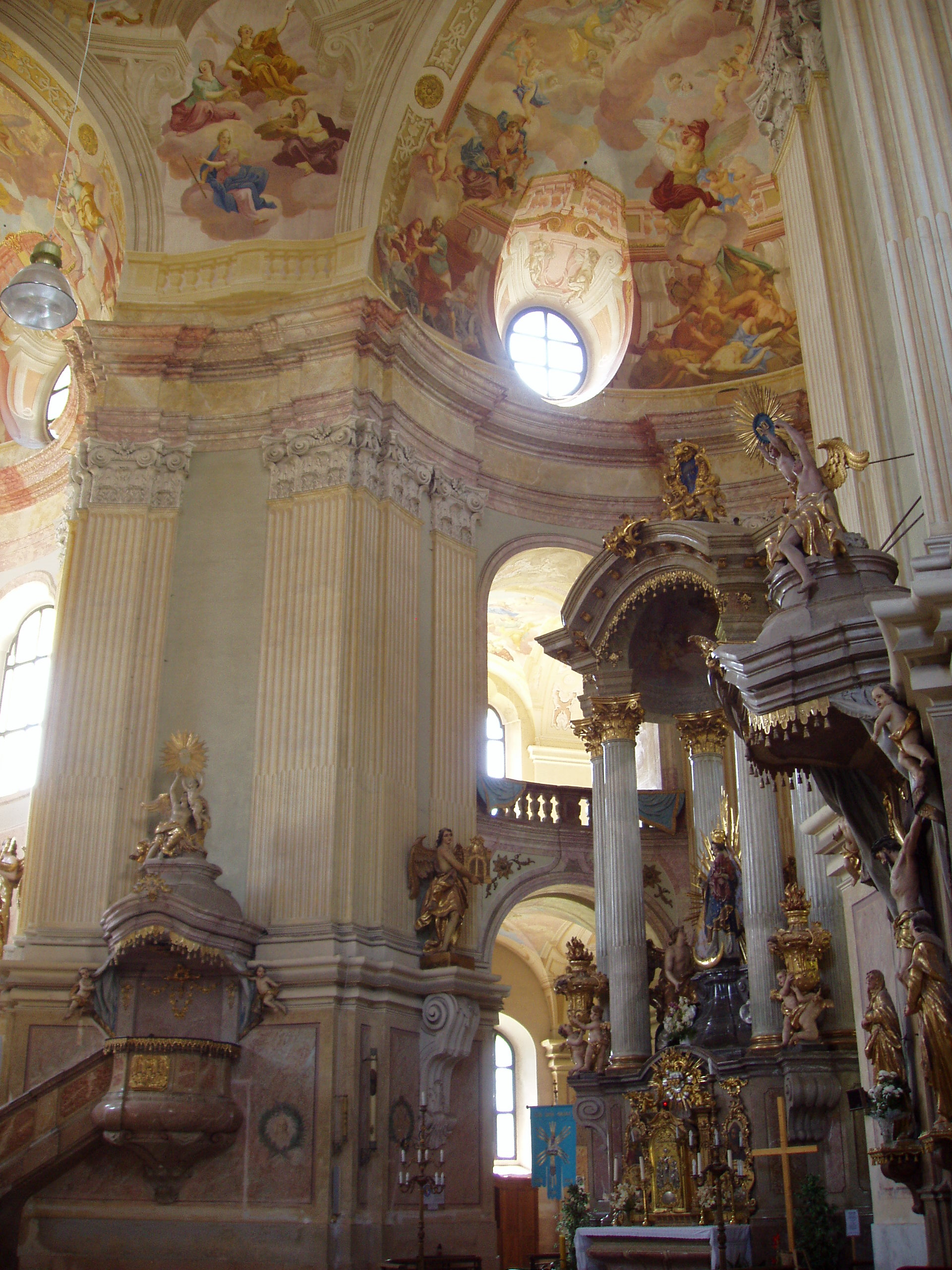
Exzellente und Einzigartige Gewölbesystem
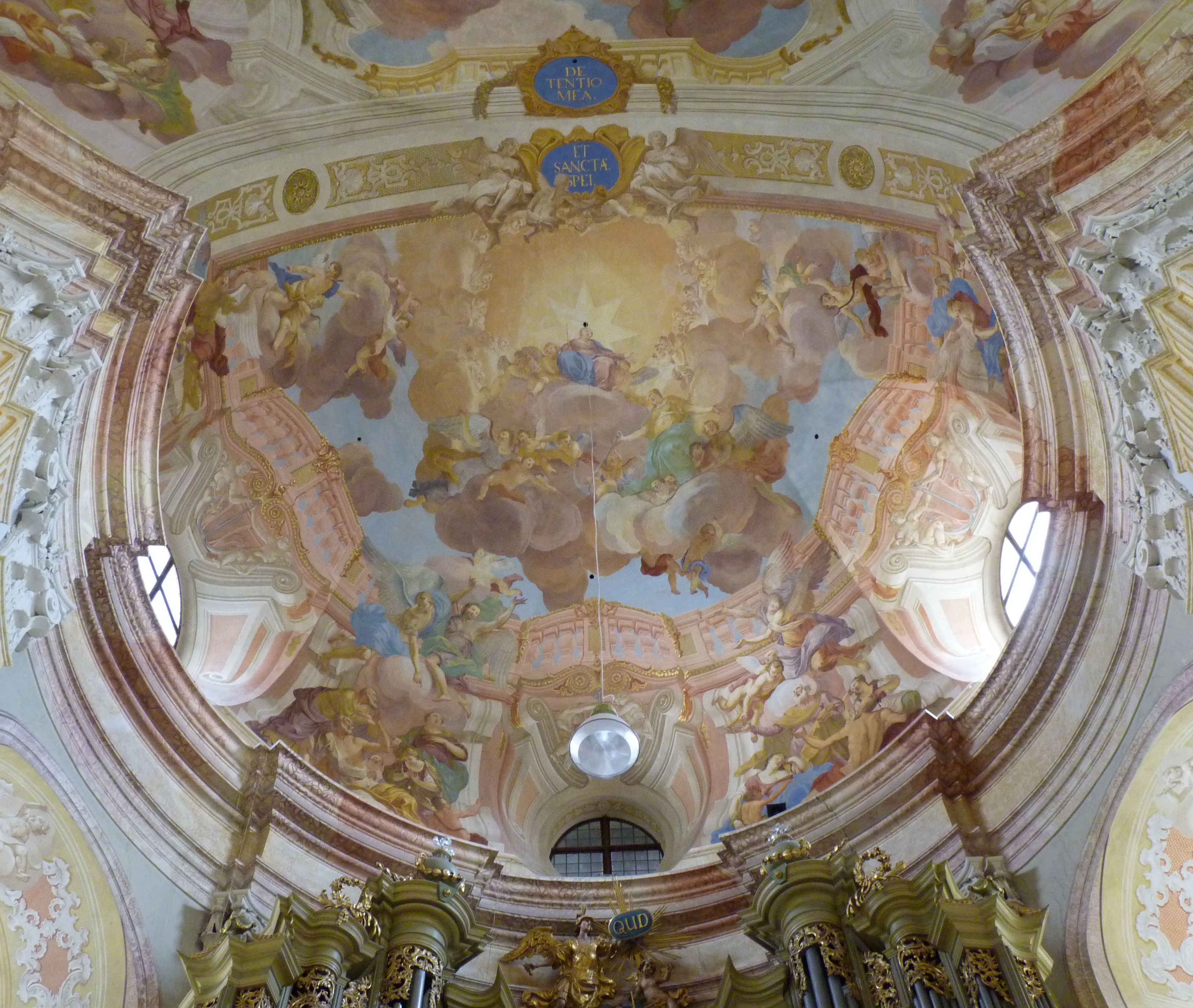
Teil eines virtuosen Sprungsystems
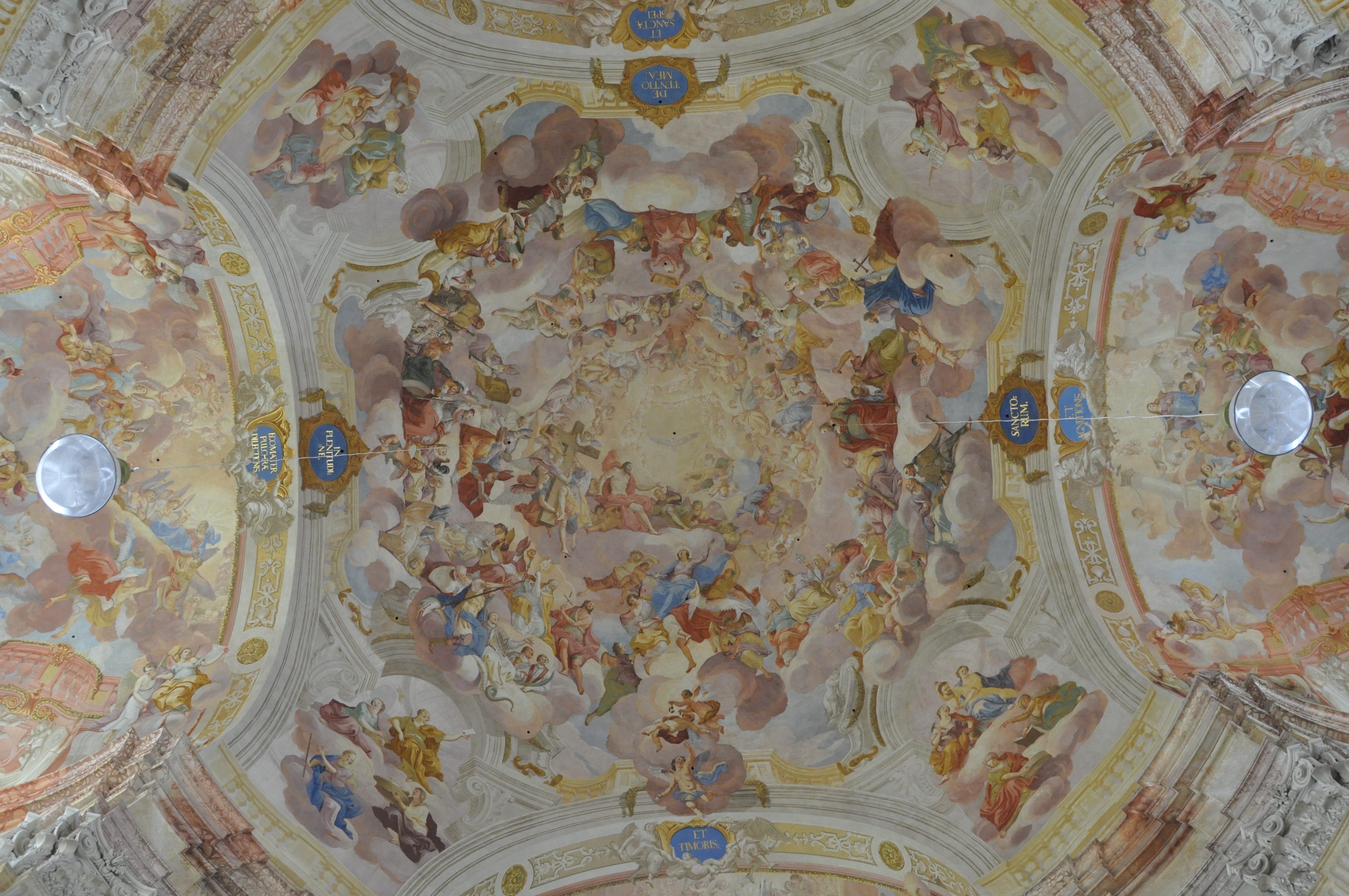
Gewölbe
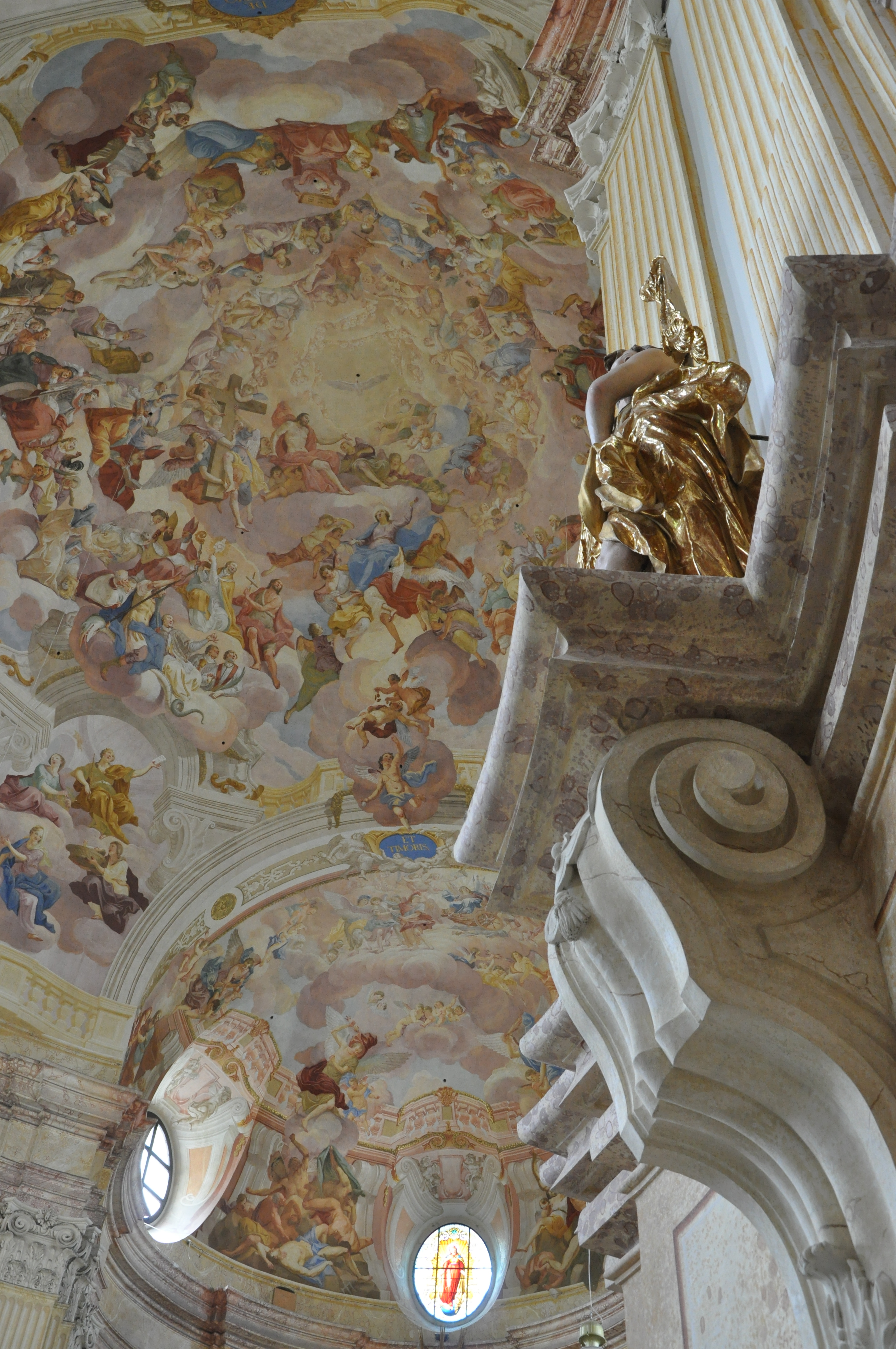
Top-Gewölbe
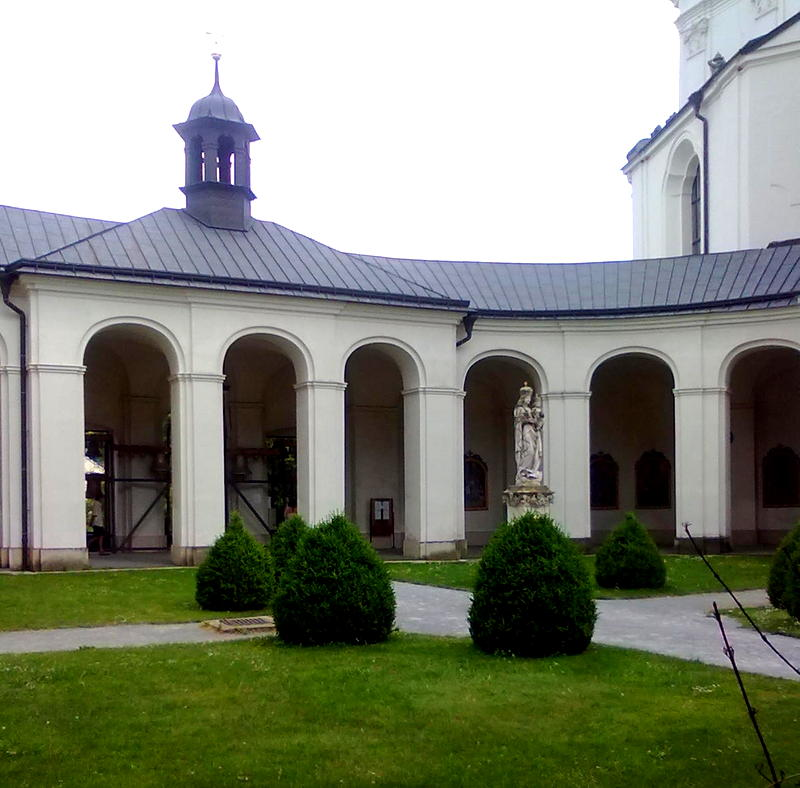
Der Ambitus/Bereich/Kreuzgang für Pilger